# Teorema de Erdős–Kac
Teorema de Erdős–Kac em teoria dos números, assim nomeado por ter sido provado pelos matemáticos Paul Erdős e Mark Kac,  também conhecido como o teorema fundamental da teoria probabilística dos números, diz que se ω(n) é o número de fatores primos distintos de n, então, dizendo livremente, a distribuição de probabilidade de
{\displaystyle {\frac {\omega (n)-\log \log n}{\sqrt {\log \log n}}}}
é a distribuição normal padrão. Esta é um extensão mais aprofundada das ideias do Teorema de Hardy–Ramanujan, que diz que a ordem da função aritmética ω(n) é log log n com um típico erro de tamanho {\displaystyle {\sqrt {\log \log n}}}.
Mais precisamente, para algum número a < b,
{\displaystyle \lim _{x\rightarrow \infty }\left({\frac {1}{x}}\cdot \#\left\{n\leq x:a\leq {\frac {\omega (n)-\log \log n}{\sqrt {\log \log n}}}\leq b\right\}\right)=\Phi (a,b)}
onde {\displaystyle \Phi (a,b)} é a distribuição normal (ou "Gaussiana"), definida como
{\displaystyle \Phi (a,b)={\frac {1}{\sqrt {2\pi }}}\int _{a}^{b}e^{-t^{2}/2}\,dt.}
Enunciando de modo heurístico, Erdős e Kac provaram que se n é um inteiro suficientemente grande escolhido aleatoriamente, então o número de fatores primos distintos de n tem aproximadamente a distribuição normal com média e variancia log log n.
Isto significa que a construção de um número em torno de um bilhão requer em média uma base de três fatores primos.
Por exemplo 1,000,000,003 = 23 × 307 × 141623.
| n                                 | Número de dígitos de n | Número médio de primos distintos | desvio padrão |
| --------------------------------- | ---------------------- | -------------------------------- | ------------- |
| 1,000                             | 4                      | 2                                | 1.4           |
| 1,000,000,000                     | 10                     | 3                                | 1.7           |
| 1,000,000,000,000,000,000,000,000 | 25                     | 4                                | 2             |
| 1065                              | 66                     | 5                                | 2.2           |
| 109,566                           | 9,567                  | 10                               | 3.2           |
| 10210,704,568                     | 210,704,569            | 20                               | 4.5           |
| 1022                              | 1022+1                 | 50                               | 7.1           |
| 1044                              | 1044+1                 | 100                              | 10            |
| 10434                             | 10434+1                | 1000                             | 31.6          |

Uma distribuição gaussiana de fatores primos distintos ilustrando o Teorema de Erdos-Kac

Em torno de 12.6% dos números de 10000 dígitos são construídos numa base de 10 fatores primos distintos e em torno de 68% (±σ) são construídos numa base entre 7 e 13 fatores primos distintos.
Se uma esfera oca com o tamanho do planeta Terra fosse preenchida com areia fina, teria por volta de 1033 grãos. Um volume do tamanho do Universo observável teria em torno de 1093 grãos de areia. Não pode haver espaço para 10185 cordas quânticas em tal universo.
Números desta magnitude — com 186 dígitos — requerem em média 6 fatores primos para construção.